# Carlos Girón Gutiérrez
Carlos Girón Gutiérrez   (Mexicali, 3 de novembre de 1954 - Ciutat de Mèxic, 13 de gener de 2020) fou un saltador mexicà que va competir durant les dècades de 1970 i 1980.
Durant la seva carrera esportiva va prendre part en quatre edicions dels Jocs Olímpics d'Estiu, el 1972, 1976, 1980 i 1984. Els millors resultats ls Jocs de Moscou de 1980 guanyà la medalla de plata en la prova del salt de trampolí de 3 metres. En aquella edició fou quart en la prova del salt de palanca de 10 metres.
En el seu palmarès també destaquen una medalla de bronze als Campionat del Món de natació de Cali 1975, quatre medalles als Jocs Panamericans, una d'or, una de plata i dues de bronze, el 1975 i 1979, i quatre medalles d'or als Jocs Centreamericans i del Carib de 1974 i 1978.
Morí el 13 de gener de 2020 per culpa d'una pneumonia.